# Андрей Васіла
Андрей Васіла, (відомий також як Андрей із Кракова, Андрей Полак (Поляк), Андрей Ястржембець, Васіла ( лат. Andrius Vanagaitis Andrius Vanagaitis, лит. Andrius Krokuvietis Andrius Krokuvietis, пол. Andrzej Jastrzębiec; невідомо — 14 листопада 1398, Вільнюс) — католицький священник, релігійний діяч Великого князівства Литовського, дипломат. Хреститель язичницької Литви (1388). Перший єпископ Віленський (1387—1399) і Серетській (1371—1372). 

## Життєпис

Герб Ястржембець

Польський шляхтич, власник герба роду Ястржембець. У молодості вступив до католицького жебручого чернечий ордену францисканців. Навчався у Гнезно, служив у Кракові. Був проповідником в Мазовії, після чого місіонерствував у Литві. 

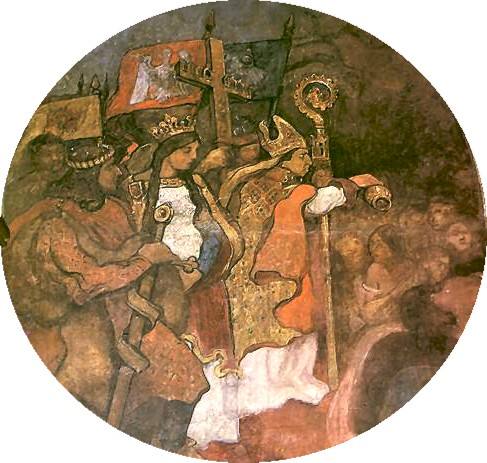
Хрещення Литви у 1388 році

Служив при угорському дворі, був сповідником Єлизавети Польської, майбутньої регентки Польського королівства (1370—1375). Брав участь у францисканській місії в Молдову, в результаті якої 31 липня 1370 року було створено Серетську єпархію. У травні наступного року Андрей став першим єпископом Серетським. 
Вже у 1372 році Васіла повернувся до Польщі і очолив Галицьку архідієцезію.  
У 1376—1386 роках — єпископ — суфраган Гнезненської архідієцезії. 
У 1386 році Васіла сприяв укладенню шлюбу Ядвіги з великим князем Литовським Ягайлом, після укладення якого той дав згоду на створення Віленського єпископства. 
1388 року король Ягайло відправив Васілу хрестити язичницьку Литву. Андрій здійснив хрещення Литви і став першим єпископом новоствореної Віленської єпархії. 
Відомо, що в 1392 році Васіла ставив Вітовта на великокняжий литовський престол. 
Постійно дбав про спорудження на місці язичницького капища собору Святого Станіслава у Вільнюсі. Єпископ Андрій спорудив там же капелу святого Андрія. Засновник францісканських монастирів у Ліді і Ошмянах. Заснував у Вільнюсі кафедральну школу (1397). 
Відомий як добрий проповідник. 
Після нього єпископом був призначений Якуб Пліхта, власник герба Знін або Жнін. 